# Пьобер, Жан
Жан Пьобер (фр. Jean Piaubert; 27 января 1900, Бордо — 28 января 2002, Париж) — французский график и художник-абстракционист, один из крупнейших представителей абстрактного искусства во Франции после окончания Второй мировой войны.

## Жизнь и творчество
В 1918 поступил в Школу изящных искусств в Бордо. После прохождения военной службы в 1922 году переехал в Париж и продолжил художественное обучение в академии Гранд Шомьер. К этому моменту выступал преимущественно как художник-пейзажист, находившийся под творческим влиянием конструктивизма. В 1933—1943 его художественный стиль неоднократно менялся, но с 1945 он писал исключительно абстрактные полотна.
Первая персональная выставка состоялась в 1932 году в парижской галерее Зак. В 1950-е годы к Пьоберу приходит международное признание. Он становится участником многочисленных интернациональных выставок, в том числе Выставки современного искусства documenta II в немецком городе Касселе (1959). Среди созданных им произведений, кроме живописи, рисунков и графических работ, следует назвать также художественные гобелены.
Был участником I, II и III биеннале в Сан-Паулу (1951—1955), биеннале в Токио (1961), выставки Молодые европейские художники (Young European Painters) в нью-йоркском музее Соломона Гуггенхайма и др. В 1958 году состоялись ретроспективные выставки работ мастера в Каракасе, Копенгагене, Роттердаме, Дюссельдорфе, Брюсселе, Гамбурге, Бремене, Мюнстере и др., в 1959 — в Базеле, в 1964 — в Турине и в Нанте, в 1965 — в Барселоне и в Гавре, в 1970 — в Токио, в 1981 — в Осеннем салоне в Париже и т. д.